# Marsanne (cépage)
Pour les articles homonymes, voir Marsanne.
La marsanne B est un cépage blanc originaire de la Drôme.

## Cépage de la famille des sérines

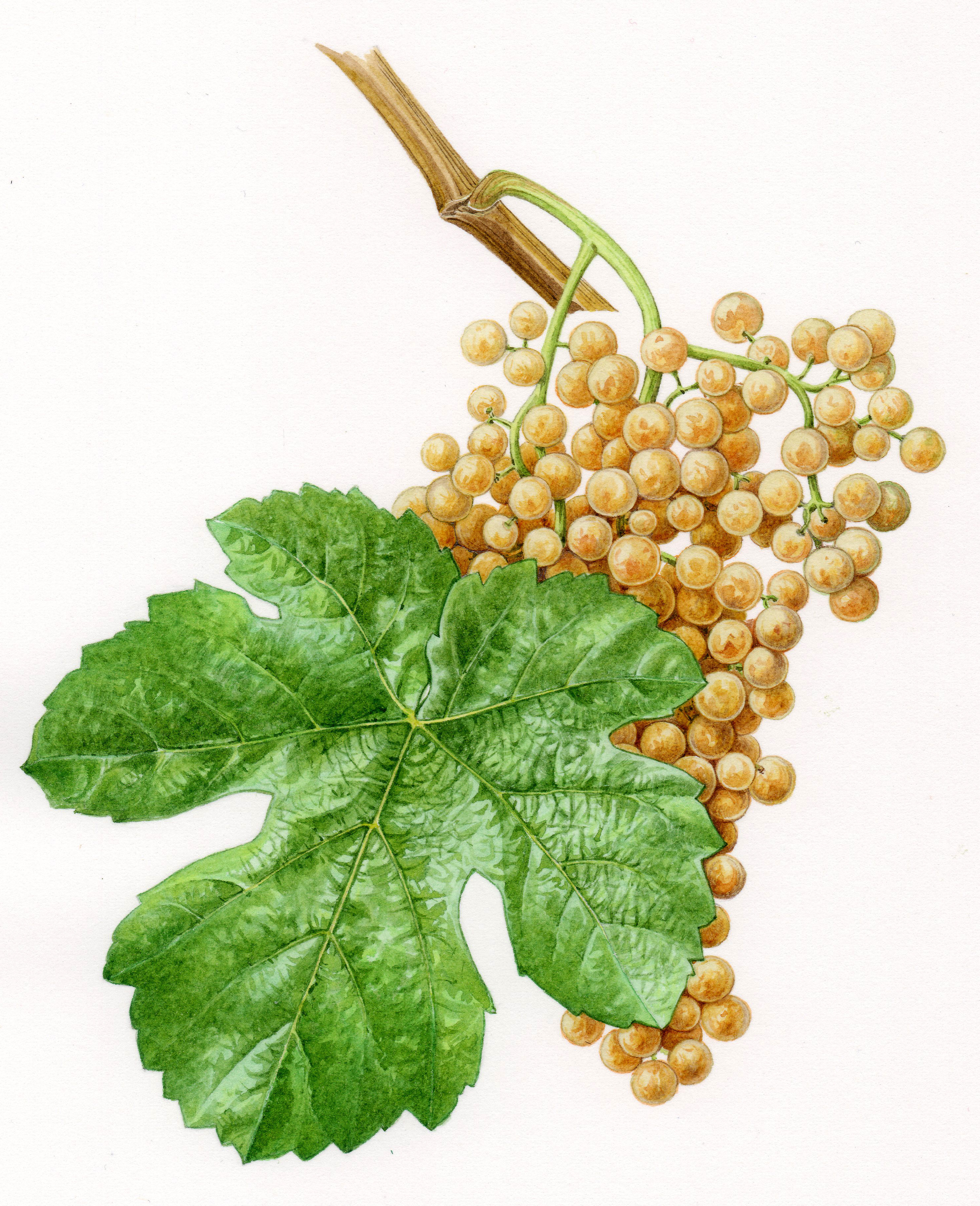
Grappe et feuille de marsanne.

Jacques André et Louis Levadoux, en 1964, publièrent une étude sur La vigne et le vin des Allobroges. Ils y ont démontré que le fameux cépage de l'antiquité, Vitis allobrogica était une proto-mondeuse et qu'il y avait des similitudes morphologiques entre la syrah rhodanienne et la mondeuse savoyarde. En 2000, deux équipes ampélographiques, celle de l'INRA de Montpellier menée par Jean-Michel Boursiquot et celle de l'université de Californie à Davis menée par Carole Meredith, ont mis en évidence que la syrah était le produit d’un croisement entre la dureza, cépage noir de l'Ardèche, et la mondeuse blanche de Savoie. Louis Levadoux expliqua qu'il en était de même avec les cépages blancs que sont la roussanne et la marsanne. Ce faisant, il mit en évidence l'existence d'un sorto-type allobrogique ou famille des Sérines.

## Origine
De tous ces cépages, c'est la marsanne qui à l'origine géographique la plus identifiable puisque tous les ampélographes s'accordent pour lui donner Marsanne comme berceau. La première attestation écrite Marsana date de 1171 et se trouve dans la charte de fondation de l'abbaye de Bonlieu, une abbaye cistercienne féminine. Le XIIe siècle est à la fois la période des blancs manteaux d'églises décrite par Raoul Glaber et de la diversification des cépages de l'Europe occidentale. Cette dernière notion a été mise en avant par A. Bouquet qui explique qu'après que les grandes invasions des Huns, Burgondes, Wisigoths et autres eurent fait disparaître tout commerce de vin, puis que les Sarrasins eurent détruit le vignoble, les vignes cultivées qui avaient échappé à la destruction retournèrent à l'état sauvage et s'intégrèrent aux populations de lambrusques qui peuplaient les forêts, les buissons et les haies. D'où une apparition de nouveaux cépages, comme la marsanne à Marsanne, par croisement entre des vignes sauvages et cultivées.

## Caractéristiques
C'est un cépage productif de 3e époque[C'est-à-dire ?]. Le moût a une saveur plutôt acidulée.

## Usage
Elle est souvent associée avec la roussanne pour donner des vins capables de bien vieillir. Les vins sont puissants, de faible acidité et développent des arômes floraux et de noisette au vieillissement.

## Diffusion
Il s'est également bien implanté à Cassis et en Savoie.

## Synonymes
Dans la région des Côtes du Rhône, elle est appelée marsanne blanche. En Valais (Suisse), l'appellation d'origine contrôlée Ermitage désigne un vin issu des cépages marsanne ou roussanne.[réf. nécessaire]